# Marie and Bruce
Marie and Bruce  (br: Marie e Bruce, pt:Um Casal Surreal) é um Filme Americano do Genero comédia/drama dirigidor por Tom Cairns com Roteiro de Wallace Shawn.

## Sinopse
Conta a história divertida e tensa de um casal formado por Marie (Julianne Moore) e Bruce (Matthew Broderick) que vive em estado de guerra. Baseada numa peça de Wallace Shawm de 1978.

## Elenco
- Julianne Moore ... Marie
- Matthew Broderick... Bruce
- Bob Balaban ... Roger
- Griffin Dunne ... Desconhecido do Restaurante
- Julie Hagerty ... Desconhecida da Festa